# Skeffling
Skeffling är en ort och civil parish i Storbritannien.   Den ligger i kommunen East Riding of Yorkshire och riksdelen England, i den sydöstra delen av landet, 240 km norr om huvudstaden London. Skeffling ligger 6 meter över havet och antalet invånare är 149.
Terrängen runt Skeffling är mycket platt. Havet är nära Skeffling åt sydost.  Närmaste större samhälle är Grimsby, 13,9 km sydväst om Skeffling.